# Banská Belá
Banská Belá (niem. Dilln; węg. Bélabánya, Fejérbánya; pol. Bańska Biała) – wieś (obec) na Słowacji położona w kraju bańskobystrzyckim, w powiecie Bańska Szczawnica.

## Historia
Pierwsze wzmianki o miejscowości pochodzą z 1228. Powstała ona jako osada górników, wydobywających tu cenne minerały, głównie rudy srebra i miedzi oraz złoto. W 1425 była wymieniana w dokumencie króla Zygmunta Luksemburskiego jako pełnoprawny członek związku siedmiu środkowosłowackich miast górniczych, tzw. heptapolitany. W 1424 król Zygmunt Luksemburski przekazał Bańską Białą wraz z pozostałymi sześcioma miastami heptapolitany swej żonie, królowej Barbarze. Od tej pory aż do 1548 miasta te stanowiły majątek kolejnych królowych Węgier. W 1453 król Władysław Pogrobowiec odnowił Bańskiej Białej starsze, bliżej niesprecyzowane prawa miejskie. W 1455 w liście Jana Jiskry wymieniony jest wójt i przysiężni miejscy. 25 marca 1466 król Maciej Korwin pozwolił na utworzenie w mieście parafii. Z zapisów w księgach miejskich wynika, że miasto rządziło się prawami, zaczerpniętymi z pobliskiej Bańskiej Szczawnicy. Najstarszy odcisk pieczęci miejskiej pochodzi z 1473.
Lata górniczej prosperity miasta przeplatane były okresami niepowodzeń. W 1552 Bańską Białą spustoszyły wojska tureckie, w 1606 oddziały antyhabsburskich powstańców Stefana Bocskaya, a w 1664 ponownie Turcy. Od 1788 do 1953 (z przerwą w latach 1848–1865) Bańska Biała stanowiła jeden organizm miejski z Bańską Szczawnicą. Od 1954 samodzielna wieś.
Mieszkańcy zajmowali się głównie poszukiwaniem i wydobyciem rud oraz ich przeróbką. Już w XIV w. na przeszkodzie w rozwoju górnictwa stanęła woda, która w 1373 zalała główne sztolnie wydobywcze. W 1443 szkody wyrządziło tu, podobnie jak w innych środkowosłowackich ośrodkach górniczych, trzęsienie ziemi, a w 1474 kolejne wypływy wód podziemnych. Na początku XVI w. w Bańskiej Białej działało 13 samodzielnych „bani” (zakładów wydobywczych), podczas gdy np. w sąsiedniej Bańskiej Szczawnicy 141. Szczyt wydobycia miał miejsce w pierwszej połowie XVII w., później nastąpił regres. Kolejne ożywienie górnictwa miało miejsce w połowie wieku XVIII, kiedy działały w mieście trzy niezależne spółki wydobywcze, eksploatujące coraz głębsze szyby. W 1820 do usuwania wody z kopalni Zofia uruchomiono tu maszynę parową, jednak nie rozwiązało to wszystkich problemów. Już w 1837, w związku z zalewaniem pokładów położonych poniżej sztolni dziedzicznej, musiano opuścić część kopalń. W następnych latach wydobycie sukcesywnie zanikało. Mieszkańcy podejmowali pracę w działających jeszcze kopalniach sąsiedniej Bańskiej Szczawnicy, a także w rzemiośle, rolnictwie i leśnictwie.

## Demografia
Według danych z dnia 31 grudnia 2012, wieś zamieszkiwały 1234 osoby, w tym 622 kobiety i 612 mężczyzn.
W 2001 rozkład populacji względem narodowości i przynależności etnicznej wyglądał następująco:
- Słowacy – 94,5%
- Czesi – 0,41%
- Morawianie – 0,33%
- Polacy – 0,08%
- Romowie – 2,05%
- Węgrzy – 0,25%

Ze względu na wyznawaną religię struktura mieszkańców kształtowała się w 2001 następująco:
- Katolicy rzymscy – 69,95%
- Grekokatolicy – 0,16%
- Ewangelicy – 10,26%
- Husyci – 0,08%
- Ateiści – 13,22%
- Przedstawiciele innych wyznań – 0,33%
- Nie podano – 3,53%

## Zabytki[8]
- Kościół św. Jana Ewangelisty, z połowy XIII w., później przebudowany;
- Kościół Marii Panny z Karmelu z 1708;
- Kaplica św. Jana Nepomucena z 1756;
- Dawna szkoła z połowy XVI w., później przebudowywana;
- Dwór (słow. kúria) z I połowy XIX w. w osadzie Dolná dolina.